# الكسندر هاميلتون واليس
الكسندر هاميلتون واليس (بالإنجليزية: Alexander Hamilton Wallis)‏ هو لاعب كرة قدم أمريكية أمريكي، ولد في 28 مارس 1872 في جيرسي سيتي في الولايات المتحدة، وتوفي في 25 يوليو 1959 في نيويورك في الولايات المتحدة.